# Commandant Bory (1912)
Commandant Bory – francuski niszczyciel z okresu I wojny światowej. Jednostka typu Bouclier. Okręt wyposażony w cztery kotły parowe opalane ropą i turbiny parowe. W czasie I wojny światowej operował na Morzu Śródziemnym. „Bory” przetrwał wojnę. Z listy floty skreślono go 29 lipca 1926 roku.